# Jethro Tull (compilación)
Jethro Tull es una compilación de temas del grupo de rock progresivo Jethro Tull lanzada en 1998.

## Lista de temas
| #   | Título                        | Autor                         | Interpretaciones | Tiempo |
| --- | ----------------------------- | ----------------------------- | ---------------- | ------ |
| 1.  | "Acres Wild"                  | (Ian Anderson)                |                  | 3:23   |
| 2.  | "Locomotive Breath" (en vivo) | (Ian Anderson)                |                  | 6:41   |
| 3.  | "Dharma for One"              | (Ian Anderson / Clive Bunker) |                  | 4:14   |
| 4.  | "Wind Up"                     | (Ian Anderson)                |                  | 6:03   |
| 5.  | "War Child"                   | (Ian Anderson)                |                  | 4:34   |
| 6.  | "Budapest"                    | (Ian Anderson)                |                  | 10:01  |
| 7.  | "The Whistler"                | (Ian Anderson)                |                  | 3:32   |
| 8.  | "We Used to Know"             | (Ian Anderson)                |                  | 3:57   |
| 9.  | "Beastie"                     | (Ian Anderson)                |                  | 3:56   |
| 10. | "Rare and Precious Chain"     | (Ian Anderson)                |                  | 3:35   |
| 11. | "Quizz Kid"                   | (Ian Anderson)                |                  | 5:07   |
| 12. | "Still Loving You Tonight"    | (Ian Anderson)                |                  | 4:31   |
| 13. | "Living in the Past           | (Ian Anderson)                |                  | 3:20   |